# Ezumazijl
Ezumazijl (en frison : Iesumasyl) est un hameau de la commune néerlandaise de Noardeast-Fryslân, situé dans la province de Frise.

## Géographie

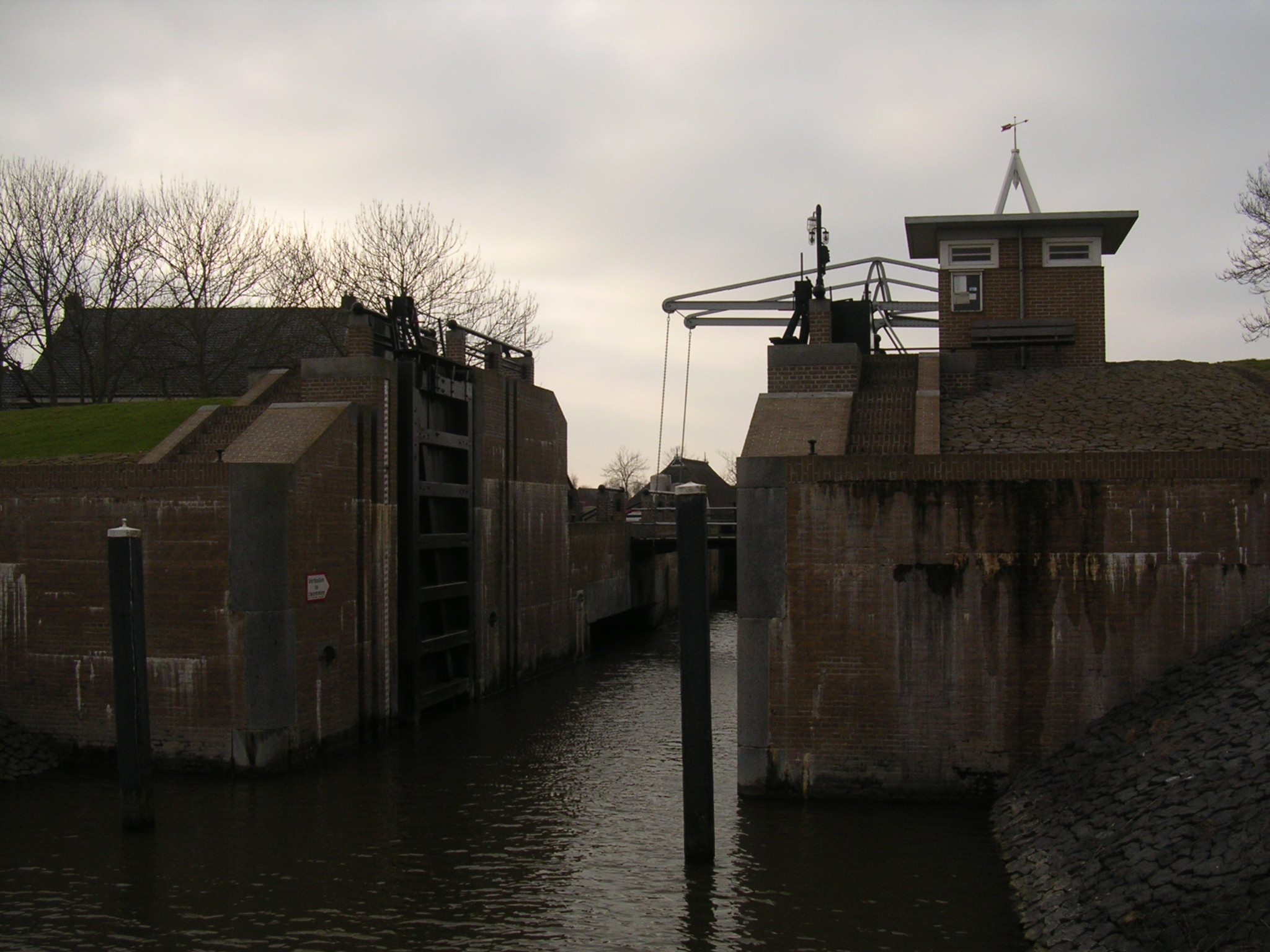
L'écluse d'Ezumazijl

Ezumazijl appartient au village d'Anjum, situé dans l'est de la commune non loin du Lauwersmeer.

## Histoire
Ezumazijl fait partie de la commune de Dongeradeel avant le 1er janvier 2019, quand celle-ci est supprimée et fusionnée avec Ferwerderadiel et Kollumerland en Nieuwkruisland pour former la nouvelle commune de Noardeast-Fryslân.